# Masanobu Fukuoka
Pour les articles homonymes, voir Fukuoka (homonymie).
Masanobu Fukuoka (福岡 正信, Fukuoka Masanobu), né le 2 février 1913 à Iyo et mort le 16 août 2008, est un agriculteur japonais, connu pour son engagement en faveur de l'agriculture naturelle.

## Biographie
Microbiologiste de formation et spécialiste en phytopathologie, il travaille au Bureau des Douanes de Yokohama, à la Division de l'Inspection des Plantes. Rapidement, il commence à douter des progrès apportés par l'agriculture scientifique (dépendante du travail de la terre, des engrais et des pesticides chimiques), et démissionne alors de son poste. Il décide de retourner sur la ferme de son père, sur l'île de Shikoku. Dès lors, il consacre sa vie à développer une agriculture plus conforme à ses convictions, qu'il qualifiera d'agriculture naturelle.
Ses recherches, inspirées de ses racines culturelles zen, taoïste, shinto, bouddhiste, vont dans le sens d'une unification spirituelle entre l'Homme et la Nature. À partir des années 1980, ses expériences rencontrent progressivement une reconnaissance mondiale, et il multiplie les conférences et les rencontres internationales. Sa ferme devient un lieu d'échange sur ses pratiques pour les experts et les curieux venus du monde entier.
Il écrit le livre La Révolution d'un seul brin de paille, publié en 1975 au Japon, qui raconte et théorise son expérience en agriculture naturelle.

« ...répandre de la paille... est le fondement de ma méthode pour faire pousser le riz et les céréales d'hiver. C'est en relation avec tout, avec la fertilité, la germination, les mauvaises herbes, la protection contre les moineaux, l'irrigation. Concrètement et théoriquement, l'utilisation de la paille en agriculture est un point crucial. Il me semble que c'est quelque chose que je ne peux faire comprendre aux gens. »

« Faire pousser des arbres sans élagage, sans fertilisant ni pulvérisations chimiques n'est possible que dans un environnement naturel. »

« Comme la nourriture naturelle peut être produite avec le minimum de coût et d'effort, j'en déduis qu'elle devrait être vendue meilleur marché. »

En laissant faire la nature, et en limitant au maximum les interventions humaines nécessaires, il se rend compte que le rendement de sa production de riz est meilleur qu'en agriculture classique. Même sans apport extérieur, sa méthode d'agriculture a pour principal effet d'enrichir le sol plutôt que de l'épuiser.
Selon lui, l'esprit de discrimination, qui frappe l'ensemble de nos sociétés, a touché aussi l'agriculture productiviste moderne, et en explique les dérives. L'esprit de non-discrimination permet à l'homme attaché à la nature de la percevoir comme un tout non différentiable. Le Sūtra du Cœur, qu'il cite, essence du bouddhisme mahayana, résume l'esprit et la pratique de cet ancien chercheur en pathologies des plantes. Sa référence à Dieu sera plus marquée dans son dernier livre. Son premier ouvrage offre un éclairage simple et clair sur l'évolution de l'agriculture japonaise et mondiale.
En 1988 il a reçu le prix Ramon Magsaysay pour ses travaux et services rendus à l'humanité.
Beaucoup de travail a été fait pour adapter la méthode Fukuoka aux conditions de l'agriculture européenne, entre autres les recherches des Français Marc Bonfils et Claude Bourguignon, le travail d'Emilia Hazelip, qui au cours de nombreux stages en France, en Espagne, et aux États-Unis, ont repris les fondamentaux du travail de Fukuoka.

## Inspiration
La philosophie de cette agriculture, faire avec la nature et pas contre elle, entre en forte résonance avec celle de Bill Mollison et David Holmgren, les deux fondateurs du concept de « permaculture » ou « agriculture permanente », et cela malgré des différences notables dans la mise en pratique:
- L'agriculture naturelle, impliquant que l'homme se positionne en tant que serviteur de la nature, reste basée sur le non-agir (pas de produit fertilisant préparé comme le compost, pas de taille), 
- alors qu'en permaculture ou agriculture permanente, la mise en place d'un zonage amène à intensifier certaines cultures par des transferts de fertilité entre zones (ajout de compost, fumure, arbres fruitiers palissés et taillés), l'homme s'y considère comme un « organisateur » de la nature.

## Œuvres
- Masanobu Fukuoka, La Révolution d'un seul brin de paille : Une introduction à l'agriculture sauvage, Paris, Guy Trédaniel Éditeur, 2005 (1975 au japon, 1985 aux États-unis), 202 p. (ISBN 978-2-84445-624-3)

- Masanobu Fukuoka, L'Agriculture naturelle : Théorie et pratique pour une philosophie verte, Guy Trédaniel Éditeur, 1989 (1985 au japon pour la version anglaise, 1975 au japon pour la version japonaise), 326 p. (ISBN 978-2-84445-550-5)
- Masanobu Fukuoka, La Voie du retour à la nature : théorie et pratique pour une philosophie verte, Paris, le Courrier du livre, 2005 (ISBN 978-2-7029-0345-2)
- Masanobu Fukuoka (trad. du japonais), Semer dans le désert : agriculture durable, remise en état de la terre et ultime recours pour la sécurité alimentaire, Paris, Guy Trédaniel éditeur, 2014 (1991 au japon, 2012 aux États-unis), 264 p. (ISBN 978-2-8132-0730-2)